# Carl Lauritzen
Carl Hjalmar Lauritzen (4. april 1879 i København – 18. april 1940) var en dansk skuespiller. Han er uddannet af skuespiller Valdemar Colding og havde sin teaterdebut 5. september 1899 på Kalundborg Teater i rollen som Poul Flemming i stykket "Elverhøj". Han blev på Kalundborg Teater i perioden indtil 1902 og spillede derefter på en lang række danske teatre; Casino i København (1903-05), Odense Teater (1911-12, 1915-17, 1927-39), Frederiksberg Teater (1912), Aarhus Teater (1923-27).
Ved siden af teaterlivet var han desuden stumfilmskuespiller. Her havde han sin filmdebut i 1911 hos Nordisk Film, og medvirkede derefter i omkring 90 stumfilm – alle hos Nordisk Film.
Fra 1901 var han gift med skuespillerinden Henny Lauritzen (1871-1938). Han døde den 18. april 1940 og ligger begravet på Solbjerg Parkkirkegård på Frederiksberg

## Filmografi
| - Kærlighedens Styrke (instruktør August Blom, 1911) - Dødsflugten (instruktør Eduard Schnedler-Sørensen, 1911) - Herr Storms første Monocle (instruktør August Blom, 1911) - Jernbanens Datter (instruktør August Blom, 1912) - Dr. Gar el Hamas Flugt (instruktør Eduard Schnedler-Sørensen, 1912) - Den glade Løjtnant (instruktør Robert Dinesen, 1912) - Paa Frierfødder (ubekendt instruktør, 1912) - Den Stærkeste (instruktør Eduard Schnedler-Sørensen, 1912) - Naar Kærligheden dør (ubekendt instruktør, 1912) - Shanghai'et (instruktør Eduard Schnedler-Sørensen, 1912) - Atlantis (som Dr. Schmidt; instruktør August Blom, 1913) - Mens Pesten raser (instruktør Holger-Madsen, 1913) - Vennerne fra Officersskolen (instruktør Eduard Schnedler-Sørensen, 1913) - Lykken svunden og genvunden (instruktør Hjalmar Davidsen, 1913) - Staalkongens Villie (instruktør Holger-Madsen, 1913) - Den kvindelige Dæmon (instruktør Robert Dinesen, 1913) - Den store Operation (instruktør Robert Dinesen, 1913) - En Hofintrige (instruktør August Blom, 1913) - Skandalen paa Sørupgaard (instruktør Hjalmar Davidsen, 1913) - En farlig Forbryderske (instruktør Eduard Schnedler-Sørensen, 1913) - Naar Fruen gaar paa Eventyr (instruktør August Blom, 1913) - Troløs (instruktør August Blom, 1913) - Skæbnens Veje (instruktør Holger-Madsen) - Guldmønten (instruktør August Blom, 1913) - Hvem var Forbryderen? (instruktør August Blom, 1913) - Af Elskovs Naade (instruktør August Blom, 1914) - Grev Zarkas Bande (instruktør Eduard Schnedler-Sørensen, 1914) - Et Læreaar (instruktør August Blom, 1914) - Det gamle Fyrtaarn (instruktør A.W. Sandberg, 1914) - Fædrenes Synd (instruktør August Blom, 1914) - Elskovsleg (instruktør Holger-Madsen, August Blom, 1914) - Moderen (instruktør Robert Dinesen, 1914) | - Expressens Mysterium (instruktør Hjalmar Davidsen, 1914) - Carl Alstrup som Soldat (instruktør Eduard Schnedler-Sørensen, 1914) - Et Kærlighedsoffer (instruktør Robert Dinesen, 1914) - I Kammerherrens Klæder (instruktør Sofus Wolder, 1914) - Uden Fædreland (instruktør Holger-Madsen, 1914) - Under Skæbnens Hjul (instruktør Holger-Madsen, 1914) - Ned med Vaabnene! (instruktør Holger-Madsen, 1915) - I de unge Aar (instruktør Alfred Cohn, 1915) - Brandmandens Datter (instruktør Alfred Cohn, 1915) - Hvem er Gentlemantyven? (instruktør Holger-Madsen, 1915) - Kampen om Barnet (instruktør Hjalmar Davidsen, 1915) - Den lille Chauffør (instruktør August Blom, 1915) - Den sidste Nat (instruktør Robert Dinesen, 1915) - Kærlighedens Firkløver (instruktør Alfred Cohn, 1915) - Pro Patria (instruktør August Blom, 1916) - For sin Faders Skyld (instruktør Holger-Madsen, 1916) - Hvo, som elsker sin Fader (instruktør Holger-Madsen, 1916) - Bladkongen (instruktør Alexander Christian, 1916) - For hendes Skyld (instruktør Robert Dinesen, 1916) - Katastrofen i Kattegat (instruktør A.W. Sandberg, 1916) - Plimsolleren (instruktør A.W. Sandberg, 1916) - Hendes Ungdomsforelskelse (instruktør Martinius Nielsen, 1916) - Det unge Blod (instruktør Holger-Madsen, 1916) - Børsens Offer (instruktør Alexander Christian, 1916) - Voksdamen (instruktør Alfred Cohn, 1916) - Sønnen (instruktør August Blom, 1916) - Penge (instruktør Karl Mantzius, 1916) - Verdens Undergang (instruktør August Blom, 1916) - En Kærlighedsprøve (instruktør Hjalmar Davidsen, 1916) - Pax Æterna (instruktør Holger-Madsen, 1917) | - Brændte Vinger (instruktør Emanuel Gregers, 1917) - Mand mod Mand (instruktør Alexander Christian, 1917) - Studenterkammeraterne (instruktør Hjalmar Davidsen, 1917) - Herregaards-Mysteriet (instruktør Alexander Christian, 1917) - Den sorte Kugle (instruktør Martinius Nielsen, 1917) - Et Barnehjerte (instruktør Hjalmar Davidsen, 1917) - Avisdrengen (instruktør Eduard Schnedler-Sørensen, 1918) - I Opiumets Magt (instruktør Robert Dinesen, 1918) - En Kunstners Kærlighed (instruktør A.W. Sandberg, 1918) - Glædens Dag (instruktør Alexander Christian, 1918) - Lykketyven (instruktør Martinius Nielsen, 1918) - Pigen fra Klubben (instruktør Eduard Schnedler-Sørensen, 1918) - Folkets Ven (instruktør Holger-Madsen, 1918) - Præsidenten (instruktør Carl Th. Dreyer, 1919) - Konkurrencen (instruktør Robert Dinesen, 1919) - Maharadjahens Yndlingshustru II (instruktør August Blom, 1919) - Manden, der sejrede (instruktør Holger-Madsen, 1920) - Den flyvende Hollænder, I-IV (instruktør Emanuel Gregers, 1920) - Har jeg Ret til at tage mit eget Liv? (instruktør Holger-Madsen, 1920) - Lavinen (instruktør Emanuel Gregers, 1920) - Vor fælles Ven (instruktør A.W. Sandberg, 1921) - Jafet, der søger sig en Fader, I-IV (instruktør Emanuel Gregers, 1922) - Hans gode Genius (instruktør August Blom, 1922) - Lad være at blinke (William Augustinus) - Den troløse Hustru (instruktør Sofus Wolder) - Det svage Punkt (instruktør Sofus Wolder) - De Ægtemænd! (instruktør A.W. Sandberg) - De røvede Kanontegninger (instruktør A.W. Sandberg) - Koleraen (instruktør Christian Schrøder) |